# سيرجيو فورتوناتو
سيرجيو فورتوناتو (بالإسبانية: Sergio Fortunato) هو لاعب كرة قدم أرجنتيني في مركز الهجوم، ولد في 23 أكتوبر 1956 في مار دل بلاتا في الأرجنتين. شارك مع منتخب الأرجنتين لكرة القدم. أما مع النوادي، فقد لعب مع إستوديانتيس دي لا بلاتا وكيلمس ونادي بيروجيا ونادي راسينغ ونادي لاس بالماس.

## وصلات خارجية
- سيرجيو فورتوناتو على موقع ناشيونال فوتبول تيمز (الإنجليزية)